# غورس
غورس طبیب پزشک یونانی و از شاگردان بقراط بود. جان فیلوپونوس (به عربی: یحیی النحوی) گوید: هشت تن از اطبای یونان در صناعت طب سرآمد بودند: اول ایشان اسقلبیوس اول و دوم غورس بود. غورس ۴۷ سال زندگی کرد. هفده سال از آن را در کودکی و دانشجویی گذرانید و سی سال بقیه را دانشمند و معلم بود. از وفات اسقلبیوس تا ظهور غورس ۸۵۰ سال فاصله بود، و در این فاصله، اطبایی از جمله (سورندوس) و (مانیوس) ظاهر شدند. غورس روش تجربه را برگزید و آن را تقویت کرد و هفت تن از فرزندان و خویشان غورس که شاگرد وی بودند پس از او جانشین او شدند. ایشان مرقس، جورجیس، مالسطس، قولس، ماهالس، اراسسطراطس اول و سقیروس بودند. هر یک از اینان روش استاد خود یعنی روش تجربه را برگزیدند.